# 298232 Ericlimburg
298232 Ericlimburg è un asteroide della fascia principale. Scoperto nel 2002, presenta un'orbita caratterizzata da un semiasse maggiore pari a 2,794197 UA e da un'eccentricità di 0,197200, inclinata di 2,578857° rispetto all'eclittica.